# نويمارك
نويمارك (Neumark) أو التخم الجديد (بالبولندية: Nowa Marchia) أو شرق براندنبورغ (بالألمانية: Ostbrandenburg) منطقة من مقاطعة براندنبورغ البروسية في ألمانيا، وتقع شرق نهر الأودر في الأراضي التي أصبحت جزءاً من بولندا في عام 1945.
كان تسمى أرض بيبوس بينما في جزء من بولندا القروسطية، الأراضي التي عرفت فيما بعد باسم نويمارك أصبحت تدريجياً جزءاً من مرغريفية براندنبورغ الألمانية من منتصف القرن الثالث عشر. كما كوسترين براندنبورغ شكلت نويمارك دولة مستقلة عن الإمبراطورية الرومانية المقدسة 1535 حتي 1571؛ بعد وفاة المرغريف يوهان الابن يواكيم الأول، ناخب براندنبورغ، عادت إلى الناخب يوهان غيورغ ابن شقيق المرغريف وحفيد يواكيم الأول. إلى جانب بقية انتخابية براندنبورغ، أصبحت جزءاً من مملكة بروسيا سنة 1701 وجزء من الإمبراطورية الألمانية في عام 1871 عندما كل من هذه الدول شكلت الأول. بعد الحرب العالمية الأولى ظلت العرقية الألمانية نويمارك تماما داخل جمهورية فايمر جديدة من ألمانيا.
بعد الحرب العالمية الثانية سلم مؤتمر بوتسدام غالبية نويمارك لإدارة بولندية، ومنذ العام 1945 ظلت جزءاً من بولندا. حل مستوطنون بولنديون إلى حد كبير محل السكان الألمان المطرودين. أصبحت معظم الأراضي البولندية جزءاً من فويفود لوبوش، في حين أن البلدات الشمالية هوشتشنو (أرنسفالده)، مشليبوش (سولدن)، وهوينا (كونيغسبرغ إن در نويمارك) تنتمي إلى فويفود بومرانيا الغربية. بعض الأراضي بالقرب كوتبوس، الذي كان إداريا جزء من منطقة دير أودر في فرانكفورت (تتزامن مع نويمارك) بعد مؤتمر فيينا في عام 1815، وأصبح جزءا من ألمانيا الشرقية في أربعينات القرن العشرين، وأصبحت جزءا من ألمانيا بعد إعادة توحيدها في عام 1990.